# Кремній на ізоляторі
Кре́мній на ізоля́торі (КНІ) (англ. Silicon on insulator, SOI) - технологія виготовлення напівпровідникових приладів, заснована на використанні тришарової підкладки зі структурою кремній-діелектрик-кремній замість звичайно застосовуваних монолітних кремнієвих пластин. Дана технологія дозволяє домогтися істотного підвищення швидкодії мікроелектронних схем при одночасному зниженні споживаної потужності і габаритних розмірів. Так, наприклад, максимальна частота перемикання транзисторів, виконаних по технологічному процесу 130 нм, може досягати 200 ГГц. У перспективі, при переході до технологічних процесів з меншим розміром активних елементів (вже існуючого 22 нм, або тільки розроблюваного зараз 10 нм), можливо ще більше підвищення цього показника. Крім власне найменування технології, термін «кремній на ізоляторі» також часто вживається як назва поверхневого шару кремнію в КНІ-структурі.

## Конструктивне виконання

Схеми МОП-транзисторів, виконаних за технологіями:
а) Класичною
б) КНІ

Підкладка, виконана за технологією кремній на ізоляторі, являє собою тришаровий пакет, який складається з монолітної кремнієвої пластини, діелектрика і розміщеного на ньому тонкого поверхневого шару кремнію. Діелектриком може виступати діоксид кремнію SiO2 або, набагато рідше, сапфір (в цьому випадку технологія називається «кремній на сапфірі» або КНС). Подальше провадження напівпровідникових приладів з використанням отриманої підкладки за своєю суттю практично нічим не відрізняється від класичної технології, де як підкладка використовується монолітна кремнієва пластина.
У першу чергу технологія КНІ знаходить застосування в цифрових інтегральних схемах (зокрема, в мікропроцесорах), більша частина яких нині виконується з використанням КМОН (комплементарної логіки на МОН-транзисторах). При побудові схеми за даною технологією велика частина споживаної потужності витрачається на заряд паразитної ємності ізолюючого переходу в момент перемикання транзистора з одного стану в інший, а час, за який відбувається цей заряд, визначає загальну швидкодію схеми. Основна перевага технології КНС полягає в тому, що за рахунок тонкощі поверхневого шару та ізоляції транзистора від кремнієвої підкладки вдається багаторазово знизити паразитну ємність, а значить і знизити час її зарядки укупі зі споживаною потужністю.
Інша перевага технології КНІ - чудова радіаційна стійкість до іонізуючих випромінювань, тому така технологія широко використовується для аерокосмічного і військового електронного обладнання.
Недолік технології КНІ - велика вартість.

## Технологія виготовлення
Найбільш поширені КНС-підкладки, де ізолятором виступає діоксид кремнію. Такі підкладки можуть бути отримані різними способами, основні з яких: іонна імплантація, зрощування пластин, керований скол і епітаксія.